# Rapporto Valech
Il Rapporto Valech (ufficialmente il Rapporto della Commissione Nazionale sugli incarceramenti politici e le torture) è un resoconto degli abusi commessi in Cile tra il 1973 e il 1990 dagli agenti del regime militare di Augusto Pinochet. Il rapporto è stato pubblicato il 29 novembre 2004 e mostra i risultati di un'indagine durata sei mesi. Una versione rivista è stata rilasciata il 1 giugno 2005. La commissione è stata riaperta nel febbraio 2010 per diciotto mesi, aggiungendo altri casi.
La commissione ha scoperto che 38 254 persone erano state imprigionate per motivi politici e che la maggior parte era stata torturata. Ha anche scoperto che trenta persone "sono scomparse" o sono state giustiziate, in aggiunta a quelle già registrate dal precedente Rapporto Rettig.
La testimonianza è stata classificata e rimarrà segreta per i prossimi cinquant'anni, fino al 2054. Pertanto, i documenti non possono essere utilizzati nei processi relativi alle violazioni dei diritti umani, al contrario degli "Archivi del terrore" in Paraguay e di quelli riguardanti l'Operazione Condor. Alle associazioni di ex prigionieri politici è stato negato l'accesso alla testimonianza.

## Commissione
Il rapporto è stato preparato su richiesta del presidente Ricardo Lagos dagli otto membri della Commissione Nazionale sugli incarceramenti politici e le torture, guidata dal vescovo Sergio Valech ed è stato reso pubblico via internet.
La commissione comprendeva: María Luisa Sepúlveda (vicepresidente esecutivo), gli avvocati Miguel Luis Amunátegui, Luciano Fouillioux, José Antonio Gómez (presidente del PRSD), Lucas Sierra, Álvaro Varela e la psicologa Elizabeth Lira. Non includeva alcun rappresentante delle vittime o membri delle associazioni di ex prigionieri politici.

## I risultati

### Prima parte
Il rapporto iniziale si basava sulla testimonianza resa alla commissione da 35 865 persone, di cui 27 255 considerate "vittime dirette". Di questi, il 94% ha dichiarato di essere stato torturato. Undici persone sono nate in prigione e novantuno bambini minorenni sono stati arrestati con i genitori (inclusi quattro bambini non ancora nati); queste non erano considerate "vittime dirette". Un altro gruppo di 978 persone era minorenne al momento dell'arresto. Quattro donne erano incinte al momento dell'arresto e furono torturate; i loro figli erano considerati "vittime dirette". Un bambino che era stato il risultato di uno stupro mentre era in prigione era anch'egli considerato una "vittima diretta". Le vittime sono state detenute, in media, per sei mesi ciascuna.
Delle oltre 8 600 cause respinte, 7 290 persone hanno richiesto la revisione dei casi. La commissione ha anche deciso di indagare su altri 166 casi che non sono stati considerati la prima volta. Il rapporto aggiornato ha aggiunto 1 204 nuovi casi, portando il numero totale delle vittime a 28 459. Il numero totale di arresti è stato di 34 690; alcune persone sono state arrestate più volte.
La commissione ha rilevato che circa il 69% degli arresti è avvenuto tra l'11 settembre e il 31 dicembre 1973 e il 19% tra gennaio 1973 e agosto 1977.

### Seconda parte
Sotto la presidenza di Michelle Bachelet la commissione è stata riaperta. Ha esaminato circa 32 000 nuove richieste da febbraio 2010 ad agosto 2011. Inizialmente erano stati a loro concessi dodici mesi ma, a causa dell'elevato numero di richieste, il tempo è stato prorogato di altri sei mesi. Sono stati certificati 9 795 casi di tortura e 30 casi di sparizioni o esecuzioni. Il nuovo rapporto è stato presentato al presidente Sebastián Piñera il 18 agosto 2011 e pubblicato il 26 agosto 2011.

## Benefici
Lo stato ha fornito un risarcimento monetario permanente alle vittime nonché benefici per la salute e l'istruzione. Questi sono descritti nella Legge 19 992 e comprendono: un pagamento mensile che va da 113 000 a 129 000 pesos cileni (ai prezzi di dicembre 2004, successivamente adeguati all'inflazione), a seconda dell'età della vittima; assistenza sanitaria pubblica gratuita per le vittime e i loro genitori, coniugi o figli di età inferiore ai venticinque anni, o bambini inabili di qualsiasi età; istruzione gratuita (dalla scuola primaria alla terziaria) per le vittime i cui studi sono stati interrotti dalla loro prigionia.
C'è anche un bonus speciale di quattro milioni di pesos cileni per i bambini delle vittime nati in prigione o che sono stati detenuti con i genitori mentre erano minorenni.

## Critiche
I critici del Rapporto Valech affermarono che le famiglie sostenevano erroneamente che i loro parenti fossero scomparsi durante il regime militare. Alcuni casi hanno sollevato interrogativi sul sistema di verifica delle vittime di dittature. Il quotidiano The Age ha riferito che un totale di 1 183 persone sono state uccise, o sono scomparse, e che i loro nomi compaiono su un memoriale speciale presso il Cimitero Generale di Santiago. Clive Foss, in The Tyrants: 2500 years of Absolute Power and Corruption, stima che 1 500 cileni furono uccisi o scomparsi durante il regime di Pinochet. Circa 700 civili sono scomparsi nel periodo tra il 1974 e il 1977 dopo essere stati arrestati dall'esercito e dalla polizia cileni. Nell'ottobre 1979, il New York Times riferisce che Amnesty International aveva documentato la scomparsa di circa 1 500 cileni dal 1973.
Secondo le associazioni di ex prigionieri politici, la commissione ha usato una definizione di tortura diversa da quella accettata dalle Nazioni Unite. La maggior parte di questi nuovi casi di minori vittime non era stato incluso nella prima relazione perché i loro genitori erano stati entrambi giustiziati come prigionieri politici o erano fra i desaparecidos. Circa due terzi dei casi di abuso riconosciuti dalla commissione si sono verificati nel 1973.
Le associazioni affermano che la testimonianza è stata accettata alle seguenti condizioni:
- La detenzione doveva essere stata per più di cinque giorni. Nel 1986, a Santiago del Cile, 120 000 persone sono state arrestate dalle forze armate. Di queste, 24 000 sono state detenute dai Carabineros per una durata di quattro giorni e mezzo. Tuttavia, il requisito della Commissione non era sulla durata della detenzione, ma sulla motivazione politica della detenzione o della tortura. Nei casi in cui è stata trovata la prova di uno dei due, anche se il periodo di detenzione è stato di pochi giorni, è stata accettata la testimonianza di tali individui (si veda l'articolo 1, paragrafo 2 del decreto supremo 1.040 del 2003, che ha creato la Commissione e stabilito il suo mandato).[11]
- La detenzione deve essere stata in uno dei 1 200 centri ufficiali di detenzione o tortura elencati dalla Commissione, tra cui: Villa Grimaldi, Colonia Dignidad, Stadio Víctor Jara o il centro galleggiante di Esmeralda. Sono stati esclusi i casi di tortura nelle strade o nei veicoli. A partire dagli anni '80, il CNI, che succedette alla DINA, non portò più le vittime ai centri di detenzione così, affermano le associazioni, si dimostra il perché circa i due terzi dei casi di abuso vagliati dalla commissione avvennero nel 1973.
- La detenzione non deve essere avvenuta in paesi diversi dal Cile. Le associazioni hanno sottolineato il fatto che la commissione ha funzionato per poco tempo, nonostante la richiesta delle Nazioni Unite di accettare le testimonianze per un periodo più lungo. In alcuni casi, nelle zone rurali, le vittime che erano a conoscenza della Commissione dovevano rendere testimonianza ai funzionari locali che facevano parte degli stessi governi che in precedenza li avevano arrestati e torturati. Quando la Commissione è venuta a conoscenza di questa situazione, ha richiesto l'esclusione di tali funzionari dal processo e ha inviato nuove squadre in tali aree. La Commissione ha coordinato il suo lavoro con tutte le organizzazioni regionali e nazionali degli ex prigionieri politici e le organizzazioni per i diritti umani, per aiutare a contattare i loro membri e altri per dare testimonianza. Inoltre, la commissione ha funzionato solo durante l'orario di ufficio, costringendo le vittime a chiedere al loro datore di lavoro il permesso di testimoniare. Si ravvisa, poi, come sia stata fornita un'assistenza psicologica insufficiente alle vittime che hanno dovuto rivivere le loro esperienze. Alcuni ex prigionieri politici hanno affermato che la testimonianza dei minorenni è stata rifiutata perché era impossibile per loro ricordare esattamente i dettagli del luogo e del tempo in cui erano stati torturati.

## Giudizio
Fino a maggio 2012, settantasei agenti erano stati condannati per violazioni dei diritti umani e sessantasette erano stati condannati: trentasei appartenevano all'esercito, ventisette erano carabineros, due appartenevano all'aeronautica militare, uno alla marina militare e uno al PDI. Il sistema giudiziario cileno detiene 350 casi aperti di persone "scomparse", detenuti illegali e vittime di torture durante il regime dittatoriale. Questi casi coinvolgono circa 700 militari e civili.